# Santa Teresa (Új-Mexikó)
Santa Teresa statisztikai település az Amerikai Egyesült Államok Új-Mexikó államában, Doña Ana megyében. Lakosainak száma 5044 fő (2020. április 1.).

## Népesség
A település népességének változása:

| 2010 | 4 258 |
| 2020 | 5 044 |